# 블루 자이언트
《블루 자이언트》(BLUE GIANT, 일본어: ブルージャイアント 부루 자이안토[*])는 일본의 청년 만화 잡지 《빅 코믹》에 2013년부터 2016년까지 연재된, 재즈 음악을 주제로 하는 이시즈카 신이치(石塚真一)의 만화 작품이다. 대한민국에서는 대원씨아이에서 단행본을 한국어로 번역하여 정식 발매하였다. 10권 완결, 현재 후속으로 《블루 자이언트 슈프림》을 연재 중이다. 
2016년 제62회 쇼가쿠칸 만화상 일반 부문에서 수상하였다.